# Brit Awards 2014
Les Brit Awards 2014 ont lieu le 19 février 2014 à l'O2 Arena à Londres. Il s'agit de la 34e cérémonie des Brit Awards, présentée par James Corden et diffusée en direct à la télévision sur la chaîne ITV.
Pour la première fois, des séquences filmées en direct dans les coulisses sont diffusées sur internet via YouTube.
Le design du trophée remis aux gagnants est cette fois confié à Philip Treacy (en).
Le prix de la meilleure vidéo britannique, qui n'avait plus été décerné depuis les Brit Awards 2002, fait sa réapparition. 
Elton John reçoit un prix spécial qui est remis pour la première fois : le Icon Award.

## Interprétations sur scène
Plusieurs chansons sont interprétées lors de la cérémonie :
- Arctic Monkeys : R U Mine?
- Katy Perry : Dark Horse
- Bruno Mars: Treasure
- Beyoncé : XO
- Disclosure, Lorde et Aluna Francis: Royals / White Noise
- Ellie Goulding : I Need Your Love / Burn
- Bastille, Rudimental et Ella Eyre : Pompeii / Waiting All Night (en)
- Pharrell Williamset Nile Rodgers : Get Lucky / Good Times / Happy

## Palmarès
Les lauréats apparaissent en caractères gras.

### Meilleur album britannique
- AM d' Arctic Monkeys
  - Bad Blood de Bastille
  - The Next Day de David Bowie
  - Settle de Disclosure
  - Home (en) de Rudimental

### Meilleur single britannique
- Waiting All Night (en) de Rudimental feat. Ella Eyre
  - Pompeii de Bastille
  - White Noise de Disclosure feat. AlunaGeorge
  - Burn d'Ellie Goulding
  - I Need Your Love de Calvin Harris feat. Ellie Goulding
  - La La La de Naughty Boy feat. Sam Smith
  - Dear Darlin' d'Olly Murs
  - Love Me Again de John Newman
  - One Way Or Another (Teenage Kicks) de One Direction
  - Let Her Go de Passenger

### Meilleur artiste solo masculin britannique
- David Bowie
  - James Blake
  - Jake Bugg
  - John Newman
  - Tom Odell

### Meilleure artiste solo féminine britannique
- Ellie Goulding
  - Birdy
  - Jessie J
  - Laura Marling
  - Laura Mvula

### Meilleur groupe britannique
- Arctic Monkeys
  - Bastille
  - Disclosure
  - One Direction
  - Rudimental

### Révélation britannique
- Bastille
  - Disclosure
  - London Grammar
  - Laura Mvula
  - Tom Odell

### Meilleur producteur britannique
- Flood et Alan Moulder
  - Paul Epworth
  - Ethan Johns (en)

### Meilleure vidéo britannique
- Best Song Ever de One Direction
  - Burn d'Ellie Goulding
  - I Need Your Love de Calvin Harris feat. Ellie Goulding
  - La La La de Naughty Boy feat. Sam Smith
  - Love Me Again de John Newman

- Note : Le vainqueur est désigné par un vote des téléspectateurs via le réseau social Twitter[4].

### Choix des critiques
- Sam Smith
  - Ella Eyre
  - Chlöe Howl

### Meilleur artiste solo masculin international
- Bruno Mars
  - Drake
  - Eminem
  - John Grant
  - Justin Timberlake

### Meilleure artiste solo féminine internationale
- Lorde
  - Lady Gaga
  - Janelle Monáe
  - Katy Perry
  - Pink

### Meilleure groupe international
- Daft Punk
  - Arcade Fire
  - Haim
  - Kings of Leon
  - Macklemore et Ryan Lewis

### Meilleur succès global
- One Direction

### Icon Award
- Elton John

## Artistes à nominations multiples
- 5 nominations :
  - Ellie Goulding

- 4 nominations :
  - Bastille
  - Disclosure

- 3 nominations :
  - John Newman
  - One Direction
  - Rudimental
  - Sam Smith

- 2 nominations :
  - Arctic Monkeys
  - David Bowie
  - Calvin Harris
  - Laura Mvula
  - Naughty Boy
  - Tom Odell

## Artistes à récompenses multiples
- 2 récompenses :
  - Arctic Monkeys
  - One Direction